# ClearCase
ClearCase je softwarový systém pro řízení verzování (např. konfigurační management) zdrojového kódu a ostatních softwarových vývojářských objektů. Je vyvíjen divizí IBM Rational Software. Systém je postaven na bázi verzování pro mnoho hodně a středně velkých objektů, s nimiž mohou pracovat stovky až tisíce vývojářů. Systém podporuje kromě modelu databáze ClearCase také modul UCM.
Systém pracuje pod různými platformami včetně AIX, z/OS, Linux, HP-UX, Solaris a Windows.